# أبو النجم العجلي
أبو النجم الفضل بن قدامة بن عُبَيد العجلي البكري (65 هـ - 130 هـ / 685م -747م) من الرجاز في العصر الأموي من بني عجل من بكر بن وائل وله مدائح في هشام بن عبد الملك وغيره من خلفاء بني أمية وله أخبار معهم، وذكره ابن سلام الجمحي وجعله في الطبقة التاسعة من شعراء الإسلام.

## نسبه
هو الفضل بن قدامة بن عبيد بن عبد الله بن عبدة بن الحارث بن إياس بن عوف بن ربيعة بن مالك بن عجل بن لجيم بن صعب بن علي بن بكر بن وائل العجلي البكري ويُكَنى بأبي النجم.

## موطنه
قال محمد اديب عبد الواحد في كتابه (ديوان أبي النجم العجلي الفضل بن قدامة) "وكانت منازل بني عجل تمتد منذ الجاهلية بين اليمامة وبادية البصرة، وقد عاش أبو النجم في بادية قومه القريبة من البصرة والكوفة، يتردد بين الحواضر، فينزل البصرة ويلتقي في مربدها شعراء عصره، والرُجّاز منهم، وفي أواخر حياته نزل بسواد الكوفة.